# تشارلز لويس تيفاني
تشارلز لويس تيفاني (بالإنجليزية: Charles Lewis Tiffany)‏ هو صائغ ‏ ورائد أعمال أمريكي، ولد في 15 فبراير 1812 في كيلينغلاي في الولايات المتحدة، وتوفي في 18 فبراير 1902 في يونكيرس في الولايات المتحدة.

## وصلات خارجية
- تشارلز لويس تيفاني على موقع الموسوعة البريطانية (الإنجليزية)
- تشارلز لويس تيفاني على موقع إن إن دي بي (الإنجليزية)